# Beta Hydrae
Beta Hydrae (β Hydrae, Beta Hya, β Hya) je dvojhvězda v souhvězdí Hydry. Je od Země vzdálená 370 ± 40 světelných let. Její zdánlivá hvězdná velikost se mění o 0,04 mag v periodě 2,344 dní, přičemž dosahuje maximální hodnoty 4,27 mag. Jde o proměnnou hvězdu typu Alfa² Canum Venaticorum. Dříve byla zařazena do souhvězdí Poháru a označována 28 Crateris

## Beta Hydrae v kultuře
- Hvězdný systém Beta Hydrae tvoří jedno z témat vědeckofantastického románu z roku 1969 Muž v labyrintu (angl. The Man in the Maze) amerického spisovatele Roberta Silverberga. Na planetě Beta Hydra IV žijí Hydřané, kteří jsou kontaktováni lidským vyslancem Richardem „Dickem“ Mullerem.[3]